# Clase Independence (2008)
La clase Independence  es una clase de buque de combate litoral construida para la Armada de Estados Unidos.
El diseño del casco evolucionó a partir de un proyecto en Austal para construir un buque de crucero de 40 nudos (74 km/h). Ese diseño de casco evolucionó en el transbordador trimarán de alta velocidad HSC Benchijigua Express y luego la clase Independence fue propuesta por General Dynamics y Austal como un contendiente para los planes de la Armada para construir una flota de buques de guerra pequeños y de propósito general para operar en la zona litoral. Dos buques fueron aprobados, para competir con el diseño de la clase Freedom propuesto por Lockheed Martin por un contrato de hasta 55 naves.
Al año 2010, el buque líder de clase está activo, mientras que un segundo buque, el Coronado, está por ser puesto en servicio activo. A pesar de los planes iniciales de solo aceptar una de las dos clases, ya sea la Independence o la Freedom, la Armada ha solicitado al Congreso una orden de diez buques adicionales de cada clase, para un total de 12 buques por clase. En febrero de 2012, el Secretario de la Armada Ray Mabus anunció que el quinto buque de combate litoral de la clase Independence sería llamado USS Gabrielle Giffords y el sexto USS Omaha. En abril de 2013, se asignó el nombre de Manchester al LCS-14, mientras que en junio de 2013, se asignó el nombre de Tulsa al LCS-16.

## Planificación y construcción

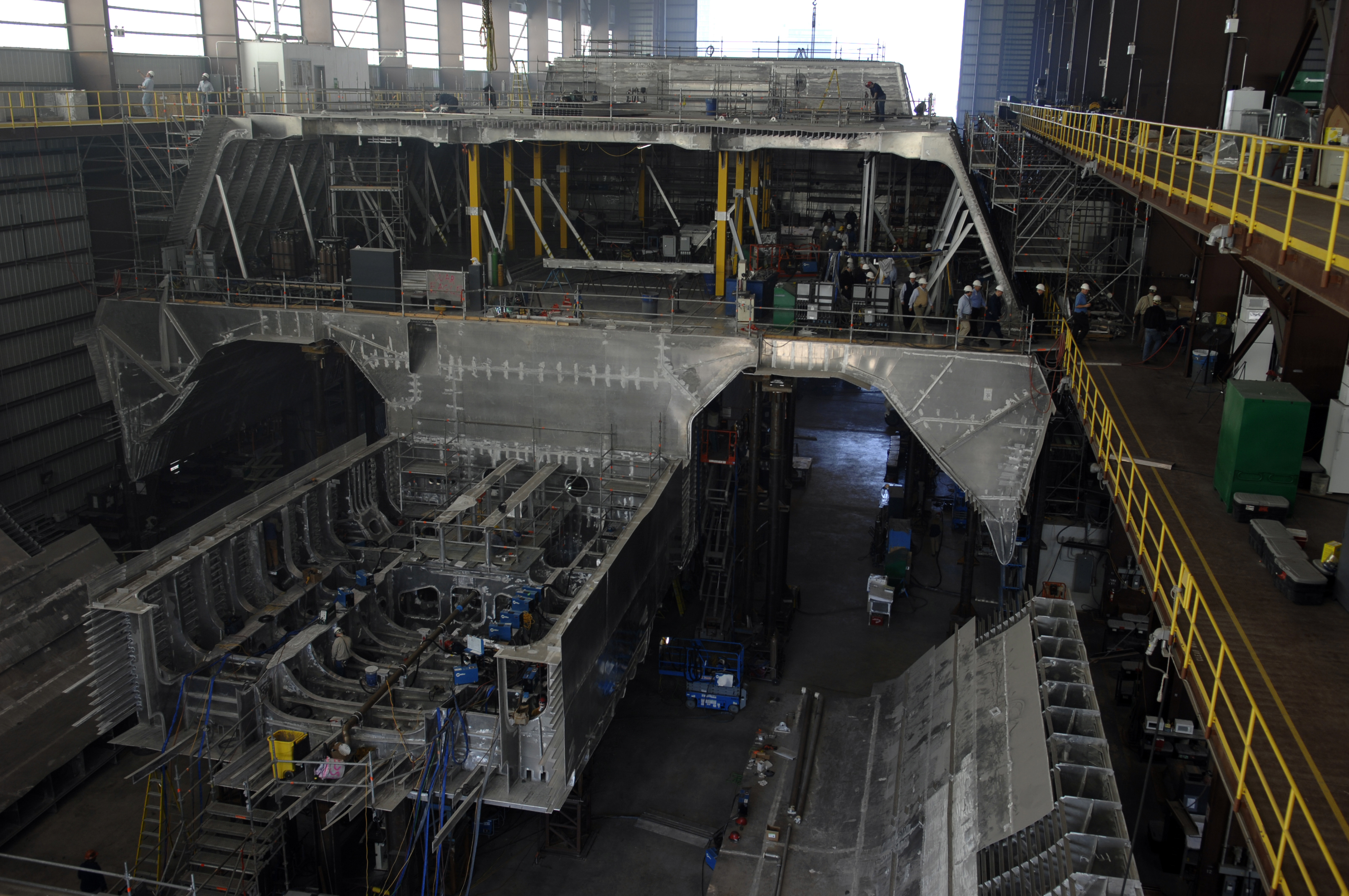
El en construcción, año 2007.

A principios de la década de 2000 se inició la planificación de una clase de buques de guerra pequeños y de propósito general que operaran en la zona litoral. En julio de 2003, una propuesta de General Dynamics (asociado con Austal USA, la subsidiaria estadounidense del constructor naval australiano Austal) fue aprobada por la Armada, con un contrato para dos naves. Estos serían comparados con los dos buques construidos por Lockheed Martin para determinar cual diseño sería elegido por la Armada para un pedido de construcción de hasta 55 naves.
El primer buque, el USS Independence fue puesto en grada en el astillero de Austal USA en Mobile, Alabama, el 19 de enero de 2006. El segundo buque planificado fue cancelado en noviembre de 2007, pero fue reordenado el mayo de 2009, y puesto en grada en diciembre de ese año bautizado como USS Coronado, poco antes de que el Independence fuera botado.
El desarrollo y construcción del Independence para junio de 2009 estaba a un 220% por sobre el presupuesto. El costo proyectado total para la nave es de US$704 millones. Originalmente la Armada había proyectado un costo de US$220 millones. Las pruebas del constructor del Independence se iniciaron en julio de 2009, tres días por detrás de lo programado debido a temas de mantenimiento. Una fuga en la turbina de gas de babor hizo que el orden las pruebas fuera alterado, pero las pruebas del constructor y de aceptación fueron completadas para noviembre. y aunque su primera inspección INSURV reveló 2.080 deficiencias, estas fueron rectificadas a tiempo para la entrega del buque a la Armada a mediados de diciembre, y puesto en servicio a mediados de enero de 2010.
Los líderes de la Armada dijeron que la competencia de precio fijo ofreció al diseño de Austal una oportunidad igualitaria, a pesar de su tamaño excesivo, costo y servicio.
Después de muchas inconsistencias en como probar, en noviembre de 2010 las órdenes fueron proceder y la Armada le solicitó al Congreso que aprobara 10 naves de cada clase, Independence y Freedom.

## Diseño
El diseño de la clase Independence comenzó su vida en Austal como una plataforma para un buque de crucero de alta velocidad. El diseño presentado por General Dynamics y Austal USA en 2003 para la competición por el contrato fue un trimarán de aluminio formado por un fino casco central, con dos brazos a sus costados. 
Este diseño estaba basado en el ferry trimarán de alta velocidad HSC Benchijigua Express, construido por Austal. Los principales requerimientos del ferry eran velocidad, estabilidad y comodidad para los pasajeros, y el equipo de Austal determinó que la forma del casco trimarán ofrecía significativas ventajas en comodidad para los pasajeros y de estabilidad por sobre un catamarán o un monocasco. El proyecto del crucero de alta velocidad evolucionó en el transbordador trimarán comercial de alta velocidad de Austal, el HSC Benchijigua Express. Los buques tenían una eslora de 127,4 metros, con una manga de 31,6 metros y un calado de 13 pies (3,96 m). Su desplazamiento estaba fijado en 2.176 toneladas en rosca, 2.784 toneladas a plena carga y 608 toneladas de peso muerto.
La tripulación estándar de la nave es de 40, aunque esto puede incrementarse dependiendo del rol de la nave con tripulantes específicos para la misión realizada. El área de habitaciones con literas está localizada bajo el puente. El timón es controlado por palancas de mando en lugar de la tradicional rueda de timón.
Aunque el casco trimarán incrementa la superficie total, aún es capaz de lograr velocidades substanciales de aproximadamente 50 nudos (92,6 km/h), con una autonomía de 10 000 millas náuticas (18 520 km). Austal dice que el diseño usará un tercio menos de combustible que la clase Freedom de la competencia, pero la Oficina Presupuestaria del Congreso encontró que el combustible sería el 18% o menos del costo total de vida operativa del Freedom. Con el tiempo se observaron grietas importantes en 6 de los 10 primeros clase Independence en servicio. Su reparación supone que podrían quedar inmovilizados durante un largo período y, sobre todo, modificar sus cualidades náuticas y por tanto su velocidad potencial.
La carencia de alas del puente de mando en la clase Independence mejoró la firma radar pero ha sido identificado como el problema más grave de todo el programa LCS de tal forma que será necesario que sean instalados en todos los buques existentes y futuros. La ausencia de las alas dificultó enormemente las maniobras en puerto.
La liviana construcción en aluminio de los buques de la clase Independence los hace más vulnerables al daño que los buques de la clase Freedom.

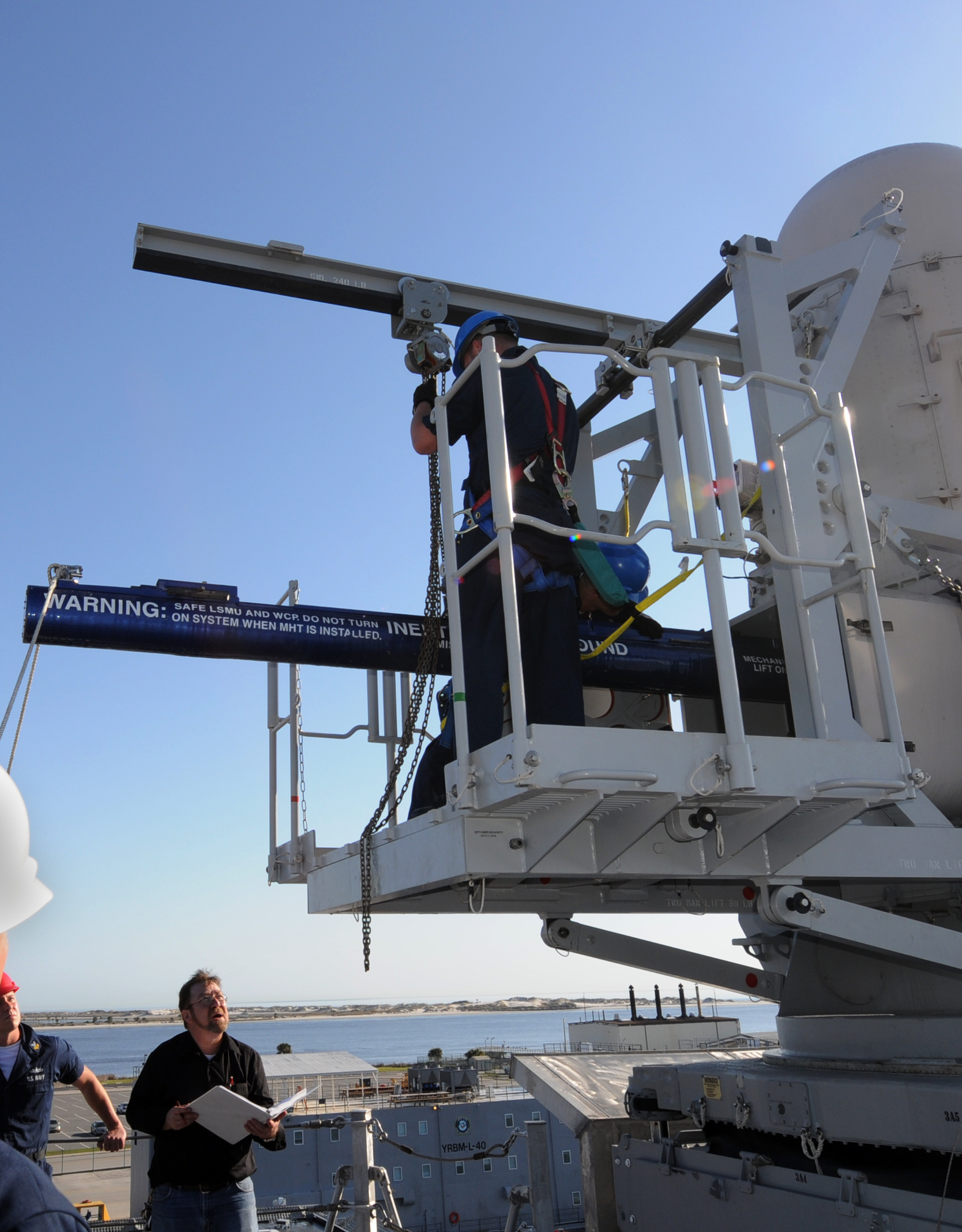
Cargando un lanzador de misiles SEARAM en el USS Independence (LCS-2).

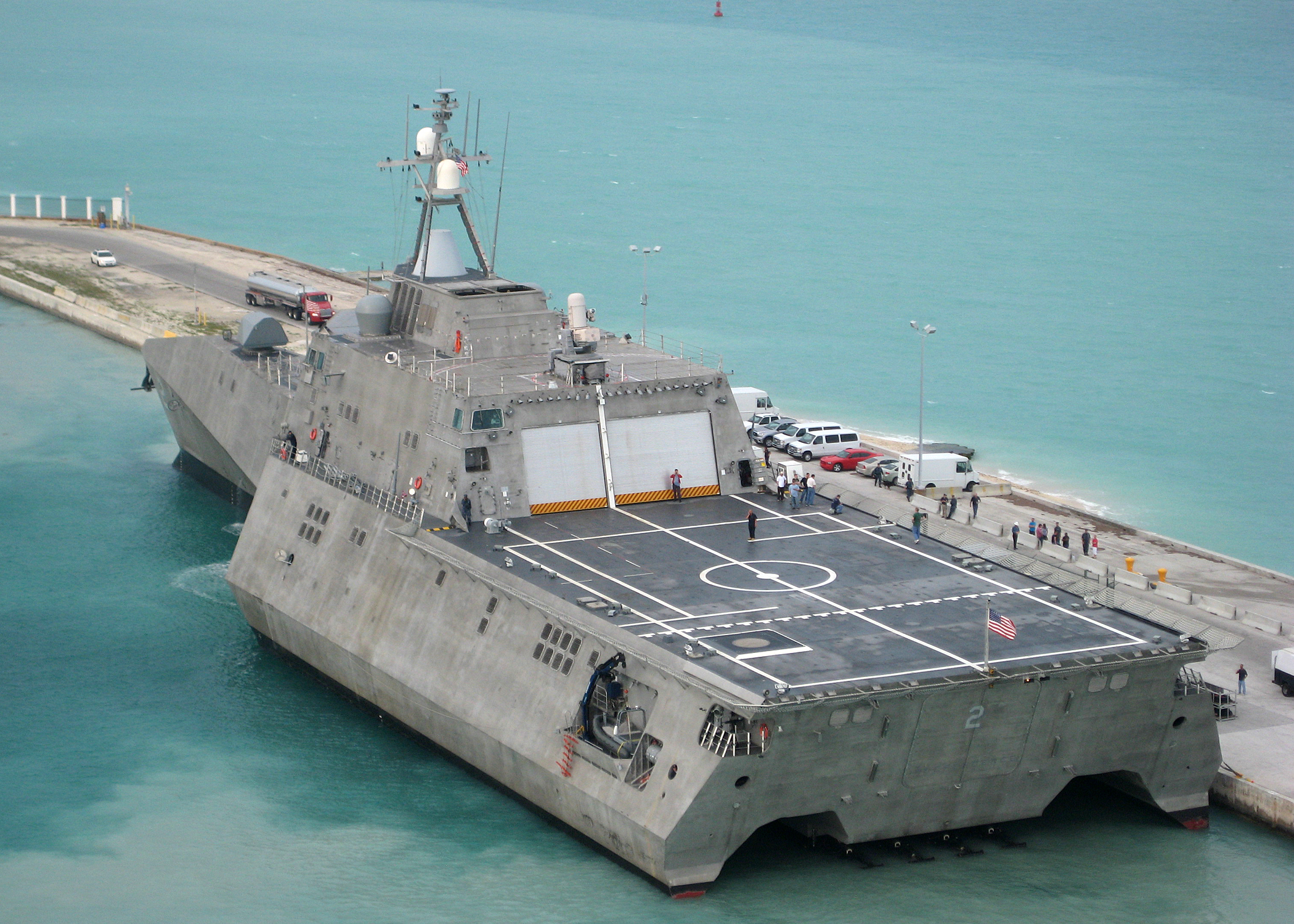
Vista trasera del USS Independence (LCS-2) a su llegada al Mole Pier en la Estación Aeronaval de Key West.

### Capacidad modular para las misiones
La clase Independence tiene un armamento base para autodefensa y comando y control. Sin embargo, a diferencia de los buques de guerra tradicionales con un armamento fijo tales como cañones y misiles, módulos específicos a cada misión pueden ser seleccionados para armar un paquete de misión cada vez que se necesite. Los módulos pueden consistir en aeronaves tripuladas, aparatos aéreos no tripulados, sensores fuera de borda o destacamentos de tropas.
Los clase Independence cuentan con una cubierta de vuelo de 1.000 metros cuadrados, a popa de la superestructura. Está cubierta es capaz de operar un helicóptero pesado CH-53 Sea Stallion, dos helicópteros SH-60 Seahawk, o varios vehículos aéreos no tripulados (drones). Dentro de la superestructura se encuentra el hangar de vuelo.
La cubierta de misiones, de 1.400 metros cuadrados, es accesible mediante una rampa en el costado de estribor. En ella se almacenan los diversos contenedores que los que el buque se equipa según la misión. En popa existe una compuerta con un sistema de lanzamiento y recuperación de embarcaciones auxiliares. El volumen interior y de carga es así mayor que el de algunos destructores y es suficiente para servir como un transporte de alta velocidad y una plataforma de maniobras. La cubierta para misiones de 15.200 pies cuadrados (1.410 metros cuadrados) ocupa la mayor parte del espacio de cubierta bajo la cubierta del hangar y de vuelo. Con un volumen de carga de 11.000 m³ fue diseñado con suficiente reserva de carga y de volumen para ejecutar una misión con un módulo de misión separado en reserva, permitiéndole a la nave realizar múltiples misiones sin tener que volver a puerto para ser reconfigurada.
Un Sistema Flexible de Manejo de Contenedores Mobicon está instalado en cada buque para permitirle mover los contenedores de las misiones.
Además de la carga o los módulos de misión del tamaño de contenedores, la bahía puede acomodar cuatro filas de varios Strykers, Humvee blindados y las tropas asociadas. Un ascensor permite el movimiento suspendido de bultos del tamaño de un contenedor que pueden ser movido a la bahía de misión mientras la nave se encuentra en alta mar. Una rampa lateral de acceso permite la carga y descarga de vehículos usando el método roll-on/roll-off a un muelle y hace que el buque pueda transportar el Vehículo Expedicionario de Combate (en inglés: Expeditionary Fighting Vehicle).

### Armamento y sensores
Un sistema de defensa de misiles Raytheon SeaRAM está instalado en el techo del hangar. El SeaRAM combina los sensores de un sistema de armas Phalanx 1B de defensa cercana con un lanzador de 11 misiles RIM-116 Rolling Airframe Missile, creando un sistema autónomo.
Los buques de la clase Independence también tiene un mástil integrado de LOS, radar Sea Giraffe 3D y FLIR SeaStar Safire. Northrop Grumman ha demostrado la fusión de sensores para los sistemas tanto de a bordo como fuera de borda en el Sistema Integrado de Manejo de Combate (en inglés: Integrated Combat Management System, ICMS) usado en el LCS. Las naves tienen un Centro Interior de Comunicaciones, que puede ser separado del resto del puente, en vez de un fuertemente protegido Centro de Información de Combate que se puede encontrar en los otros buques de guerra de la Armada.
Las superficies laterales y delanteras están inclinadas para tener un perfil de radar reducido. Las embarcaciones no tripuladas de la clase Fleet están diseñadas para operar desde los buques de la clase Independence.
La cubierta de vuelo, de 1.030 m², permiten la operación de dos helicópteros SH-60 Seahawk, múltiples vehículos aéreos no tripulados o un helicóptero CH-53 Sea Stallion. Los helicópteros tipo H-60 proporcionan capacidades de transporte aéreo, rescate, antisubmarinas, piquete de radar y antibuques utilizando torpedos y misiles. El programa Nodo de Reconocimiento Explotado Tácticamente (en inglés: Tactically Exploited Reconnaissance Node, TERN) de la DARPA tiene como objetivo construir un vehículo aéreo no tripulado de gran autonomía y altitud media (en inglés: Medium-Altitude Long-Endurance Unmanned Aerial Vehicle, MALE UAV) que pueda operar desde el LSC-2 y que pueda llevar una carga de 600 libras (272 kg) hasta un radio operacional de entre 600–900 millas náuticas (1.100–1.700 km). Se espera que el primer vuelo de un demostrador TERN se realice en el año 2017. El casco trimarán permitirá las operaciones de vuelo en mares de estado 5. El vicepresidente de Austal USA Craig Hooper ha respondido a las críticas acerca del ligero armamento de la clase sugiriendo que los buques empleen drones de largo alcance en lugar de este.

### Sistema de control

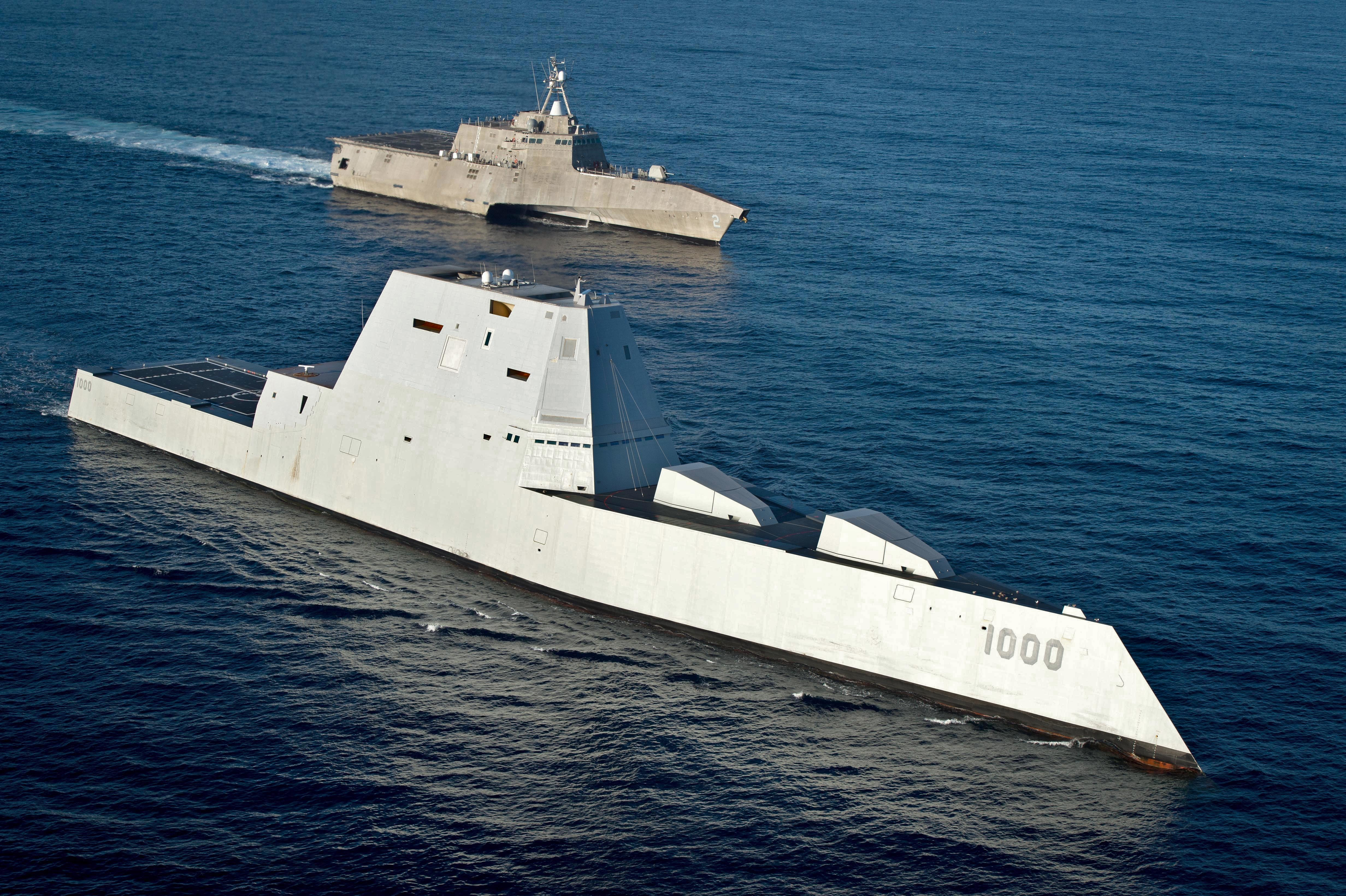
El buque de combate litoral USS Independence (LCS 2) navegando junto con el destructor USS Zumwalt en el año 2016.

El sistema de control para esta clase es proporcionado por General Dynamics Advanced Information Systems (GDAIS, en castellano: Sistemas de Información Avanzados General Dynamics) usando una infraestructura computacional de arquitectura abierta (llamada OPEN CI), mientras que Lockheed proporciona su propio sistema de control para su variante del LCS. OPEN CI incluye la infraestructura de tecnología de información para los sistemas de control de combate y de casco de la nave. Esta infraestructura de IT también incluye la interfase primaria con el operador para el control y vigilancia de las operaciones de los módulos de misión.
El OPEN CI de General Dynamics también es utilizado en la clase Spearhead del Joint High Speed Vessel (en castellano: Embarcación Conjunta de Alta Velocidad), que también está siendo construido por Austal.

### Control de la corrosión
Después de que el buque líder de la clase sufriera de una desintegración agresiva a nivel molecular, Austal ha hecho cambios a los ejemplares restantes de la clase. El Coronado tendrá "nuevos tratamientos de superficies anti-corrosión" y el Jackson tendrá "un conjunto probado de procesos y herramientas de control de la corrosión.

## Diseños derivados
Austal ha propuesto un trimarán mucho más pequeño y más lento, llamado 'Multi Role Vessel' (MRV 80) (en castellano: Nave Multi Rol). Aunque solo tiene la mitad del tamaño de su diseño LCS, sería útil para protección de fronteras y operaciones contra la piratería.

## Buques
Un LCS clase Independence ha sido puesto en servicio. Un segundo ha sido botado. Dos más están siendo construidos y otros cuatro han sido bautizados.
El 5 de marzo de 2013, la Armada adjudicó las opciones de contrato para financiar la construcción de los LCS-14 y LCS-16, el quinto y sexto buques en este bloque de compra de 10 buques.

- USS Independence (LCS-2)
- USS Coronado (LCS-4)[49]
- USS Jackson (LCS-6)
- USS Montgomery (LCS-8)
- USS Gabrielle Giffords (LCS-10)
- USS Omaha (LCS-12)
- USS Manchester (LCS-14)
- USS Tulsa (LCS-16)
- USS Charleston (LCS-18)
- USS Cincinnati (LCS-20)
- USS Kansas City (LCS-22)
- USS Oakland (LCS-24)
- USS Mobile (LCS-26)
- USS Savannah (LCS-28)
- USS Canberra (LCS-30)
- USS Santa Barbara (LCS-32)

## Cultura popular
El USS Independence aparece en la película de Disney Pixar Cars 2 y también en el documental de Discovery Channel llamado Inside: A 21st Century Warship (en castellano: Por Dentro: Un Buque de Guerra del Siglo 21) se muestra al USS Freedom (LCS-1).